# Jacob van Croÿ
Jacob van Croy (Chimay, ca. 1436 - Dilbeek, 15 augustus 1516) was een prelaat uit de Bourgondische Nederlanden, bisschop van Kamerijk van 1503 tot zijn dood.

## Biografie
Hij was een zoon van Jan II van Croÿ, graaf van Chimay, en Maria van Lalaing, vrouwe van Quiévrain. Hij was lid van het huis Croÿ dat vele diensten leverde aan de Bourgondische hertogen.
Jacob was bestemd voor de geestelijke stand en verwierf door het familiale netwerk belangrijke kerkelijke waardigheden: kanunnik in Keulen, Kamerijk en Luik, provoost van het kapittel van Atrecht, van Bonn en Maaseik, prior van Saint-Saulve, apostolisch protonotaris.
In 1482 stelde hij zich, na de moord op Lodewijk van Bourbon, kandidaat voor de functie van prins-bisschop van Luik. Hij raakte verkozen door het kapittel, maar werd niet bevestigd door paus Sixtus IV. De nieuwe prins-bisschop, Johan van Horne, kocht hem af met een jaarlijkse rente. Onder het voorwendsel dat dit niet betaald werd, keerde Jacob van Croÿ in 1488 terug naar Luik, installeerde hij zich als bisschop en excommuniceerde hij Johan van Horne. Dit zorgde voor heel wat ongenoegen bij de Luikse bevolking, en uiteindelijk trok Jacob zich in 1492 terug.
Na de dood van bisschop Hendrik van Bergen van Kamerijk op 7 oktober 1502, was het kapittel van Kamerijk verdeeld over de kandidaturen van Jacob van Croÿ, de kandidaat van Filips de Schone, en Frans van Melun, de kandidaat van Lodewijk XII van Frankrijk. Paus Alexander VI bevestigde de keuze voor Jacob van Croÿ, maar door de oppositie van de Kamerijkse bevolking zou het tot 1504 duren eer Jacob bij volmacht het bisschopsambt aanvaardde, en tot 1507 vooraleer hij in Kamerijk arriveerde.
Ondertussen was de zetel van prins-bisschop van Luik opnieuw vacant gekomen en stelde Jacob zich weer kandidaat met de steun van Filips de Schone, maar deze keer was het Everhard van der Marck die het haalde, met steun van Lodewijk XII.
Onder het gastheerschap van Jacob werd in Kamerijk op 10 december 1508 de Liga van Kamerijk tegen de republiek Venetië gesloten tussen keizer Maximiliaan I en Lodewijk XII.
In 1510 verhief keizer Maximiliaan Kamerijk en het Kamerijkse tot hertogdom. De bisschop van Kamerijk was voortaan een rijksvorst uit de Nederrijns-Westfaalse Kreits.
Eind 1515 verzekerde Jacob zich van de continuïteit van het bisdom in de handen van de familie Croÿ, door de aanstelling van zijn jonge neef Willem van Croÿ als coadjutor.

## Kasteel Croy
Jacob van Croy kocht in 1477 een kasteel van Rutger van Erp dat sindsdien bekendstaat als Kasteel Croy. Na 17 jaar verkocht hij het alweer.
- Gemeinsame Normdatei: 1204464561
- Virtual International Authority File: 7127158188245920260009